# Відклади

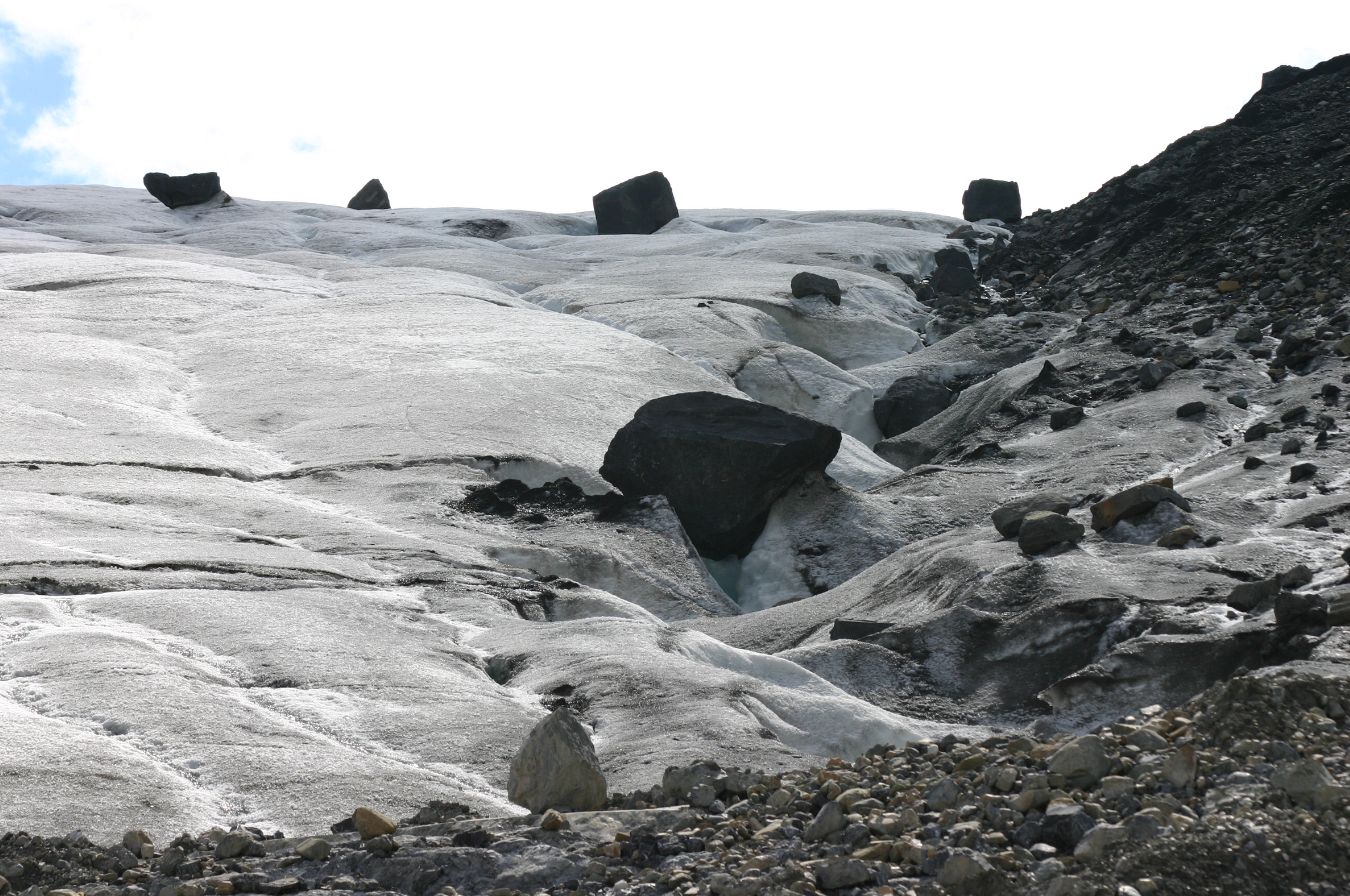
Льодовиковий транспорт з валунів. Валуни ілюструють відступ (танення) льодовика.

Ві́дклади — речовина, матеріал, що відклався внаслідок осідання у воді органічних речовин, мінералів, космічного пилу тощо. Розрізняють червоноколірні відклади, океанічні та річкові відклади, автохтонні відклади.
Пухкі четвертинні відклади на земній поверхні незалежно від умов їхнього виникнення (пісок, гравій, галечник, глина, суглинок тощо), тверді частинки, які переносяться річками й течіями у водосховищах, озерах, морях також називають наносами.

## Види відкладів

### Автохтонні відклади
Автохтонні відклади (рос. автохтонные отложения; англ. autochtonous deposits; нім. Autochtoneablagerungen) — відклади, які утворюються із матеріалу, який міститься або продукується в самому об'єкті (наприклад, у водному середовищі), а не надходить в нього зовні. Протилежне — алохтонні відклади.

### Мілководні відклади
Мілководні відклади — група морських осадів, що відкладаються на глибинах до 200 м.

### Річкові відклади

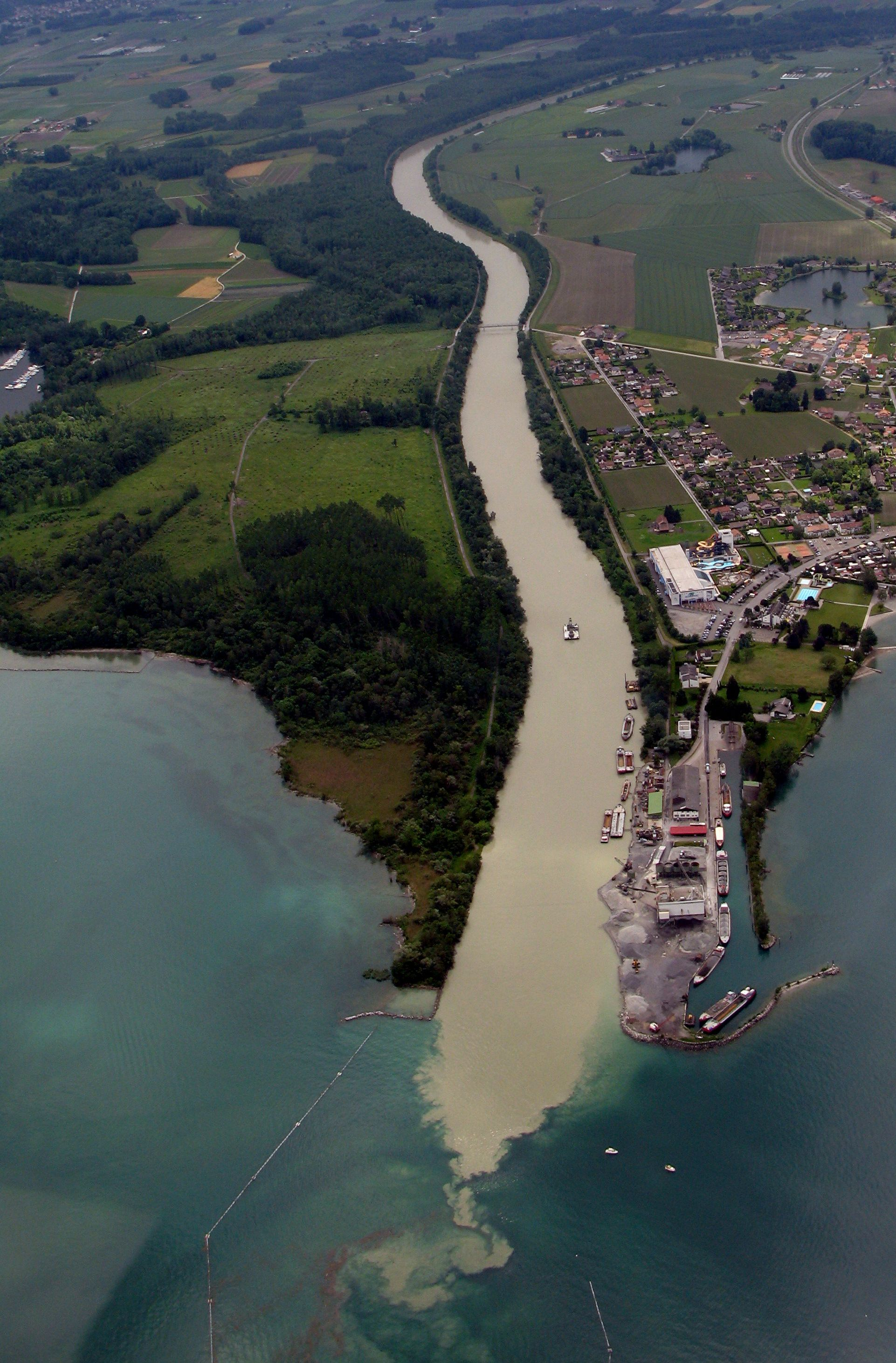
Річка Рона, що впадає до Женевського озера.

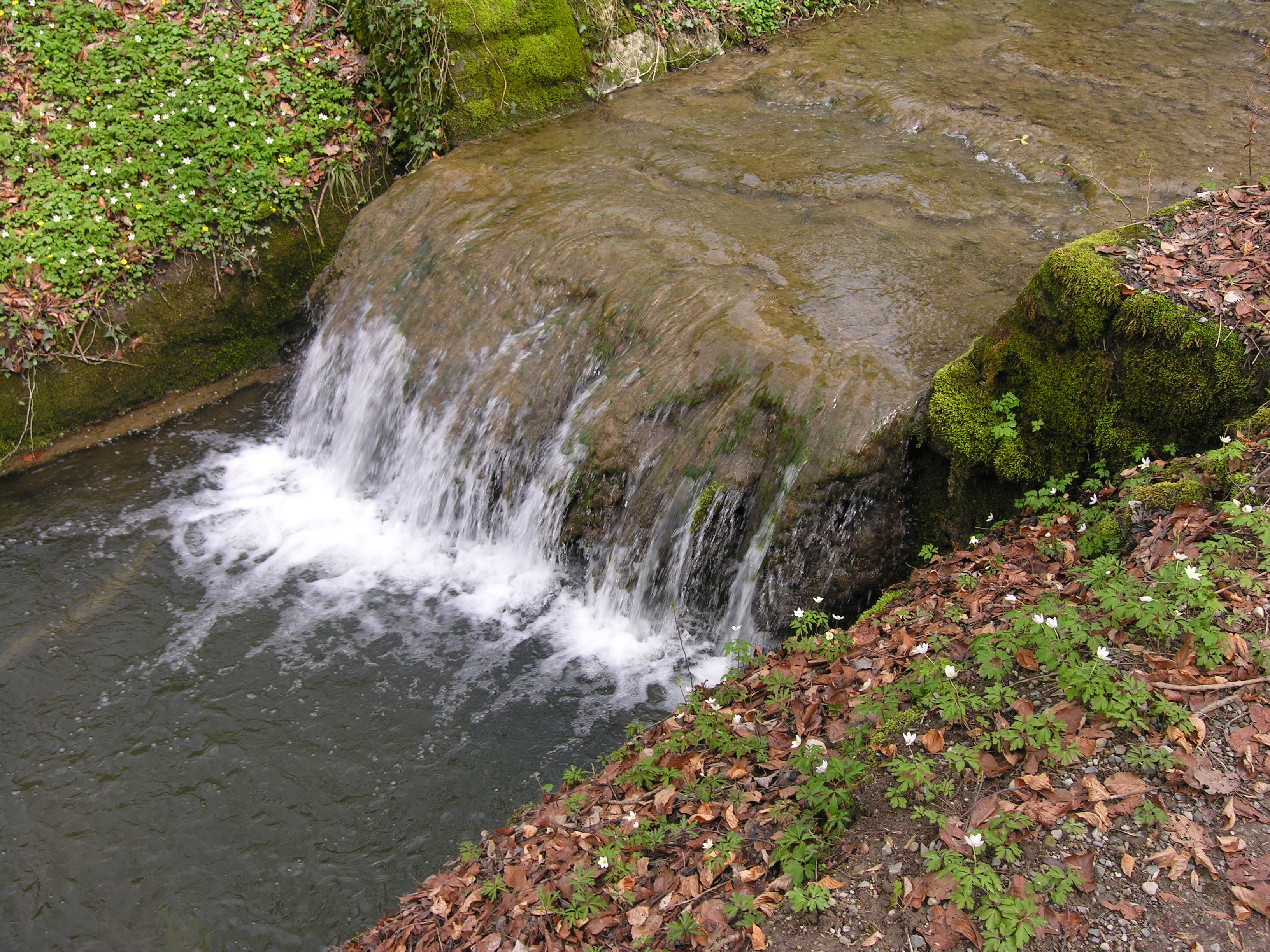
Sediment builds up on human-made breakwaters because they reduce the speed of water flow, so the stream cannot carry as much sediment load

Річкові відклади (рос. речные отложения, англ. fluvial deposits; нім. fluviatile Ablagerungen, Flußablagerungen) — відклади річкових русел, заплав, боліт, річкових дюн. Характеризуються переважним розвитком уламкових порід, різноманітністю і мінливістю їх гранулометричного і мінералогічного складу, переважанням пісків над глинами і присутністю гальки. Склад і потужність річкових відкладів залежать від типу річки (гірська, рівнинна), її розмірів і від тієї частини течії річки, де відбувалося накопичення осаду. Так, наприклад, в алювії гірських річок галькові відклади поєднуються з піщаними або глинистими осадами. Серед них зустрічаються розсипні родовища корисних копалин, відсутні, як правило, в алювії рівнинних річок. Склад важких мінералів дуже різноманітний, іноді спостерігається великий вміст рудних мінералів. Відклади рівнинних річок різко відрізняються сортуванням матеріалу, його окатаністю, тонкозернистістю, більш пологою косою шаруватістю. Викопні річкові відклади мають велике поширення і відомі з докембрію. Широко використовуються як піщано-гравійна сировина.

### Океанічні відклади

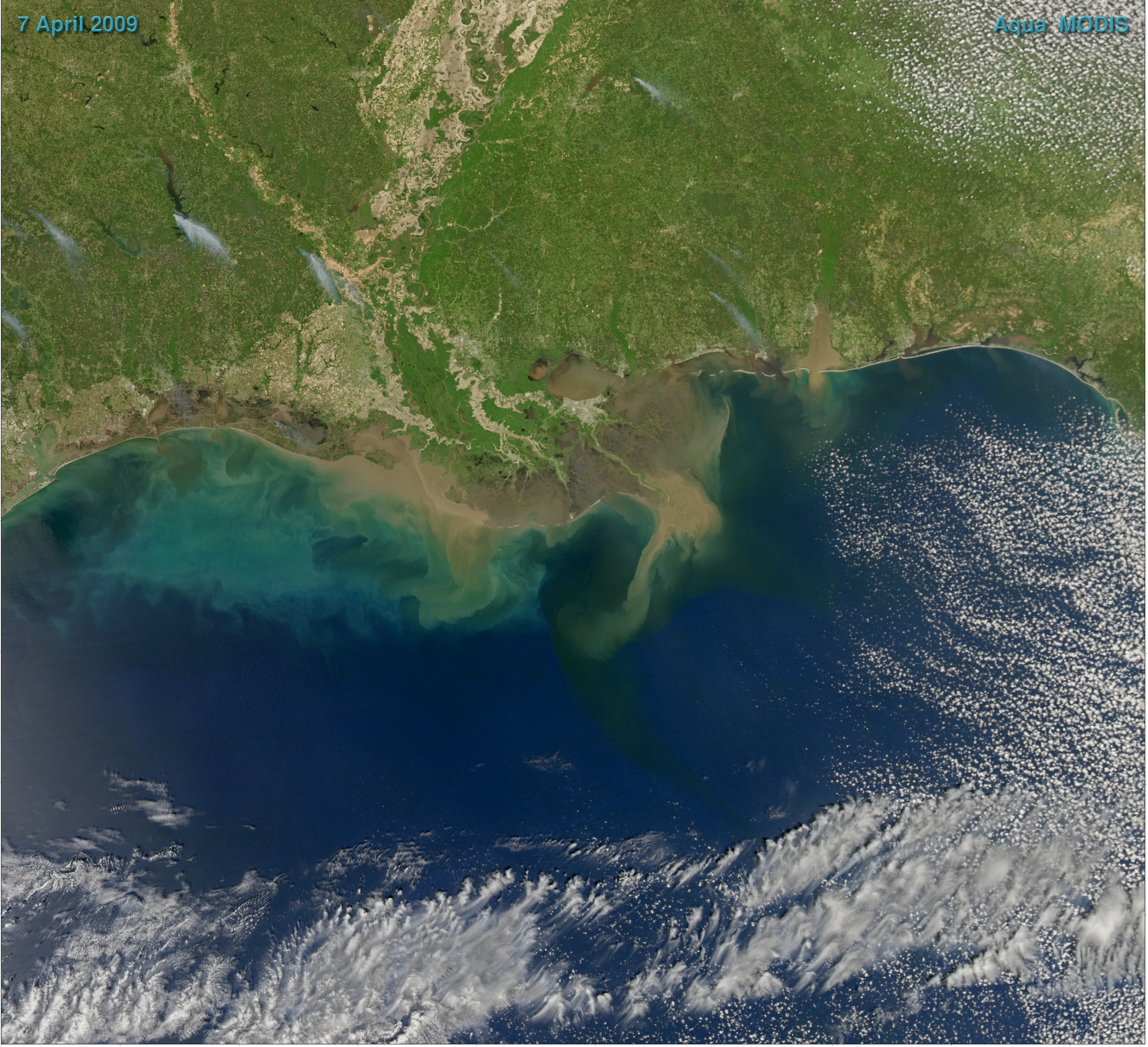
Відклади. Мексиканська затока.

Океанічні відклади (рос. океанические отложения, англ. oceanic sediments; нім. ozeanische Ablagerungen) — осадові утворення, що виникають на ложі океану. Вони відрізняються порівняно невеликою потужністю, низькими швидкостями осадонакопичення, невеликою роллю теригенного матеріалу. Однорідні на великих просторах. На глибинах, менших за критичні глибини карбонатонакопичення, утворюються вапнякові біогенні відклади, переважно форамініферові мули. У широтних зонах з підвищеною біопродуктивністю утворюються радіолярієві і діатомові відклади. На найбільших глибинах переважають червоні глибоководні глини. У багатьох районах Світового океану на поверхні дна є скупчення залізо-манґановних конкрецій.

### Червоноколірні відклади
Червоноколірні відклади (рос. красноцветные отложения, англ. red beds, нім. rote Ablagerungen) — комплекс осадових гірських порід, що складаються переважно з глин, алевролітів і пісковиків з прошарками вапняків і гіпсу, мають червоне забарвлення, яке зумовлене гідроксидами і оксидами заліза, що тонкою плівкою обволікає піщані та глинисті частинки.
Червоний колір, карбонатність, а місцями і загіпсованість вказують на утворення цих відкладів в умовах сухого клімату. У районах, де червоноколірні відклади були перероблені підземними водами можуть з'являтися зелені горизонти (прошарки).
Формування червоноколірних відкладів відбувалося протягом майже всієї геологічної історії — від докембрію до неогену (найпоширеніші кембрійські, девонські, пермські, тріасові, крейдові і палеоген-неогенові червоноколірні відклади). З червоноколірними відкладами пов'язані родовища руд міді (мідисті пісковики), урану, ванадію, флюориту, целестину, гіпсу, солей, нафти.

### Перигляціальні відклади
Перигляціальні відклади (рос. перигляциальные отложения, англ. periglacial deposits, нім. periglaziale Ablagerungen f pl) — * 1) У вузькому значенні — прильодовикові відклади, які утворюються біля краю льодовика, переважно його тали-ми водами, за рахунок виносу з-під льоду цими водами матеріалу донних та внутрішніх морен (зандрові галечники, піски, стрічкові глини прильодовикових озер), а також при їх перевіванні вітрами (дюнні піски).
- 2) В широкому значенні — відклади, характерні для великих плейстоценових перигляціальних зон. Терміном П.в. часто помилково називають мерзлотні утворення, не пов'язані зі зледенінням (наприклад, льодові жили, кріотурбації та інші мерзлотні деформації Субарктики). Термін введено у 1909 р. польск. вченим В.Лозинським.

### Хемогенні відклади
Гірські породи, які виникають шляхом відкладення на дні водойм з розчинів в результаті хім. та біохім. реакцій або зміни т-ри води. До них належать солі (галіт, карналіт тощо), ґіпс, ангідрити, доломіти, яшми, джеспіліти, деякі вапняки та ін. Див. також хемогенні гірські породи.